# Liste der Geotope im Erzgebirgskreis
Diese Liste enthält die Geotope im Erzgebirgskreis.
| Name                                                                                              | Bild           | Geotop ID | Gemeinde / Lage | Beschreibung | Schutzstatus |
| ------------------------------------------------------------------------------------------------- | -------------- | --------- | --- | --- | ------------ |
| Granat-Glimmer-Gneis der Saidenbachtalsperre                                                      | weitere Bilder |           | Dresden, Wilschdorf Am östlichen Nordufer der Seidenbachtalsperre bei Forchheim | Aufschluss Diamantführende Granat-Kyanit-Glimmer-Gneise, die als Saidenbachite bekannt sind | ND           |
| Basaltsteinbruch am Pöhlberg                                                                      |                | 89        | Annaberg-Buchholz 1 km östlich Annaberg, am Westhang des Pöhlberges; unterhalb des Hotels; Orgelpfeifen | Mittelerzgebirge, Erzgebirge Aufschluss, Steinbruch Säuliger Basaltaufschluß; basaltische Lava ergoß sich über tertiäre Flußsedimente (15 - 20 m mächtig); in der näheren Umgebung Gneise, welche einer schnelleren Verwitterung und Abtragung unterlagen als der harte Basalt                                                                        | ND           |
| Teufelskanzel                                                                                     |                | 83        | Annaberg-Buchholz Teufeskanzel westl. der Bebauung Stadtgebiet Annaberg-Buchholz | Mittelerzgebirge, Erzgebirge Relief / Landschaft, Felsenriffe Isoklinal verfaltete Gneise, flasrig, teilweise glimmerschieferartiges Gefüge; klein- bis mittelkörnig; Faltenumbiegungen lokal ausgewittert; Faltenbiegungen zum Teil gut, zum Teil nur schwer zu erkennen                                                                             | ND           |
| Butterfässer des Pöhlberges                                                                       | weitere Bilder | 84        | Annaberg-Buchholz Östlich Annaberg-Buchholz; Pöhlberg, Butterfässer, Auslauf alte Sprungschanze, 300 m südöstlich der Pöhlbergsiedlung | Mittelerzgebirge, Erzgebirge Aufschluss, auflässiger Steinbruch Basaltdecke mit säulenförmiger Absonderung auf thermisch beeinflußten (gefritteten?) Kiesen und Sanden des Tertiärs | ND           |
| Dorotheastollen & Himmlisch Heer                                                                  | weitere Bilder | 947       | Annaberg-Buchholz, Cunersdorf | Mittelerzgebirge, Erzgebirge Geohistorisches Objekt, Silberstolln | unbekannt    |
| Besucherbergwerk "Markus-Röhling Stolln"                                                          | weitere Bilder | 948       | Annaberg-Buchholz, Frohnau Sehmatalstraße 15, Schönfeld | Mittelerzgebirge, Erzgebirge Geohistorisches Objekt | unbekannt    |
| Felsenklippe Niederschlema                                                                        |                | 234       | Aue-Bad Schlema Im Betriebsgelände der GISAG Niederschlema, südlich des unteren Bahnhofes | Westerzgebirge, Erzgebirge Aufschluss, Felsenklippe Paläozoische Gesteine des Schlemaer / Alberodaer Bergreviers | ND           |
| Steinbruch Aue (Steinbruch Krebs)                                                                 |                | 1176      | Aue-Bad Schlema Im Stadtgebiet Schneeberg | Westerzgebirge, Erzgebirge Aufschluss, Steinbruch Der Bruch gehört zum Randgebiet des Oberschlemaer Granites; der Granit taucht flachwellig mit ca.40° nach Südsüdost unter die Schieferzunge des inneren Kontakthofes, die den Gleesberg und seinen Nordwesthang bildet; im Oberbruch Hornfels                                                       | unbekannt    |
| Besucherbergwerk Schlema (Schacht 15 IIb, Markus Semmler)                                         | weitere Bilder | 945       | Aue-Bad Schlema Friedensstraße 2, Schlema | Westerzgebirge, Erzgebirge Geohistorisches Objekt | unbekannt    |
| Roter Kamm (Roter Kamm Schneeberg)                                                                |                | 228       | Aue-Bad Schlema Schlema, Schneeberg; nordöstlich Zechenplatz, Ecke Grimmerweg/Schneeberger Weg | Westerzgebirge, Erzgebirge Aufschluss, geologischer Aufschluß Hauptverwerfung des Schneeberger Bergreviers; Mineralisierung während Reaktivierung älterer Brüche vermutlich im Tertiär | ND           |
| Basaltsäulen am Bärenstein                                                                        |                | 87        | Bärenstein 1 km nordwestlich Bärenstein, am Nordwest-Hang des Bärensteins | Mittelerzgebirge, Erzgebirge Aufschluss, aufgelassener Steinbruch Felswand mit Augit-Nephelin-Basalt als säulige Absonderung von Lavaströmen, die sich im Tertiär in breiten, flachen Flußtälern ergossen; Sande und Kiese mit Schwermineralanreicherungen unter dem Basalt gut erhalten                                                              | ND           |
| Felsglocke Antonsthal (Felsenglocke Antonsthal)                                                   |                | 244       | Breitenbrunn/Erzgeb., Antonshöhe Ca. 900 m südöstlich Magnetenberg, unmittelbar neben Straße Pöhla - Rittersgrün | Westerzgebirge, Erzgebirge Relief / Landschaft, Steilhang |              |
| Nonnenfelsen bei Erlabrunn                                                                        |                | 242       | Breitenbrunn/Erzgeb. An der Ostseite des Schwarzwassertals, gegenüber dem Haltepunkt Erlabrunn am Heuschuppenweg | Westerzgebirge, Erzgebirge Relief / Landschaft, einzelner Felsen Wollsackverwitterung am grob- bis riesenkörnigem Eibenstocker Granit (Oberkarbon); gut sichtbare rechtwinklige Kluftsysteme | ND           |
| Technisches Museum "Silberwäsche" Anthonsthal                                                     | weitere Bilder | 944       | Breitenbrunn/Erzgeb. Jägerhäuser Straße 17, Antonsthal | Erzgebirge Geohistorisches Objekt | NP           |
| Hefekloßfelsen bei Erlabrunn (Hefeklöße bei Erlabrunn/Breitenbrunn, Talstraße, Hefeklöße)         | weitere Bilder | 231       | Breitenbrunn/Erzgeb., Erlabrunn An der Straße Schwarzenberg-Johanngeorgenstadt (B 272) zwischen Breitenbrunn und Erlabrunn, etwa 300 m nordöstlich Ortsausgang Erlabrunn                                                                                | Westerzgebirge, Erzgebirge Relief / Landschaft, Wollsackverwitterung/Felsen 12 m hoher Felsen, bankig abgesonderter Granit (Eibenstocker Granit) mit horizontalen und vertikalen Klüften, Wollsackverwitterung ("Hefeklöße"); grobkörniger Turmalingranit                                                                                             | ND           |
| Basaltsteinbruch Kaffenberg                                                                       |                | 1229      | Breitenbrunn/Erzgeb., Rittersgrün Ca. 150 m nordöstlich des Gipfels des Kaffenbergs | Mittelerzgebirge, Erzgebirge Aufschluss Ca. 10 x 30 m kleiner auflässiger Steinbruch mit (vermutlich) ost-west-streichendem (Tertiär-)Basaltgang | NP           |
| Basaltsteinbruch Hirschsprung                                                                     |                | 1228      | Breitenbrunn/Erzgeb., Rittersgrün ca. 200 m nordwestlich des Gipfels vom "Hirschsprung" westlich Rittersgrün | Westerzgebirge, Erzgebirge Aufschluss Ca. 10 m breiter und mindestens 50 m langer (Tertiär-)Basaltgang innerhalb kambrischer Glimmerschiefer bzw. Gneise | NP           |
| Geröllgneis Rittersgrün (Sonnenberg Rittersgrün, Konglomerate von Rittersgrün)                    |                | 469       | Breitenbrunn/Erzgeb., Rittersgrün Nordwest-Hang Sonnenberg, zwischen Rittersgrün und Globenstein, 800 m östlich von Arnoldshammer | Mittelerzgebirge, Erzgebirge Aufschluss Einschaltungen von Geröllgneisen im dichten Gneis | NP           |
| Schieferbrüche Meinersdorf                                                                        |                | 747       | Burkhardtsdorf 1,5 km nördlich Meinersdorf, südlich des Rollholzes | Mittelerzgebirge, Erzgebirge Aufschluss, auflässiger Steinbruch Plattig-wellige Phyllite, zahlreiche Quarzgänge, meist parallel sf., mehrfach gefaltet; gesamte Phyllite in zahlreiche Scherkörper aufgelöst | unbekannt    |
| Burgsteinfelsen bei Kemtau                                                                        |                | 407       | Amtsberg, Dittersdorf b. Chemnitz Oberhalb B 180 in scharfer Kurve bei Kemtau-Kamerun, 500 m nordöstlich Kemtau | Mittelerzgebirge, Erzgebirge Aufschluss, einzelner Felsen Bankige Phyllite, massige Felsen; Phyllite, deutlich geschiefert und lokal gefältelt, von zahlreichen Quarzbändern durchzogen, mehrfach geschiefert |              |
| Kleiner Zachenstein (Kalkwerk Flohrer)                                                            |                | 77        | Crottendorf 500 m nordwestlich Crottendorf, 500 m nördlich Straße Crottendorf - Scheibenberg, am Heidelbach | Mittelerzgebirge, Erzgebirge Aufschluss, Untertage-Kalkbruch Hellgrauer, leicht grünlicher kristalliner Kalkstein, am Rand durch Einschaltungen von Glimmerschiefer in Glimmerschiefer übergehend. Das stark verfaltete Lager streicht südsüdöstlich und besitzt eine Mächtigkeit von etwa 100 m.                                                     | ND           |
| Fuchsleithe Walthersdorf                                                                          |                | 81        | Crottendorf Nördlich Waltersdorf, gegenüber dem Sportplatz, westl. der Zschopau, Felsgruppe unterhalb der Gaststätte Fuchsleite, von hier Wanderweg um die Gruppe herum                                                                                 | Mittelerzgebirge, Erzgebirge Relief / Landschaft, Steilhang Steilhang an der Zschopau; gut aufgeschlossen sind hier die innerhalb der Zweiglimmerparagneise auftretenden phyllitischen Gneise vom Typ Fuchsleithe; petrogenetische Interpretation kontrovers                                                                                          | ND           |
| Großer Zachenstein                                                                                |                | 78        | Crottendorf 500 m nordwestlich Crottendorf, 650 m nördlich Straße Crottendorf - Scheibenberg, am Heidelbach. | Mittelerzgebirge, Erzgebirge Aufschluss, Felswand Typischer plattiger Granatglimmerschiefer, steilstehende Foliation | ND           |
| Steinbruch Crottendorf                                                                            |                | 1189      | Crottendorf 1500 m südlich des südlichen. Ortsausganges Crottendorf, an der Kalkstraße | Mittelerzgebirge, Erzgebirge Aufschluss, abgesoffener Steinbruch Der Crottendorfer Marmor enthält Imprägnationen von Pyrit und Kalk, Glimmer und Chlorite; das Gestein ist in Muskovitgneis eingefaltet; das stark verfaltete Lager streicht südsüdöstlich und besitzt eine Mächtigkeit von etwa 100 m                                                | unbekannt    |
| Felsen am Unteren Natzschungweg                                                                   |                | 921       | Marienberg, Rübenau Felssäule am östlichen Ortsausgang Rübenaus (Ortsteil Grund) an der Einmündung des Unteren Natzschungsweges in die Straße nach Olbernhau                                                                                            | Mittelerzgebirge, Erzgebirge Relief / Landschaft, markante Felssäule Augengneis-Säule, von Kluftflächen begrenzt |              |
| Steinbruch Venusberg                                                                              |                | 753       | Drebach, Venusberg 500 m westlich Venusberg | Mittelerzgebirge, Erzgebirge Aufschluss, Steinbruch Grüngrauer, zum Teil plattiger, meist massig-schiefriger Hornblendeschiefer, Amphibolit, Glimmerschieferzwischenlagen, mittelsteil nach Westen einfallend | unbekannt    |
| Besucherbergwerk Ehrenfriedersdorf                                                                | weitere Bilder | 949       | Ehrenfriedersdorf Am Sauberg 1 | Mittelerzgebirge, Erzgebirge Geohistorisches Objekt Gneise, offenliegender Altbergbau | unbekannt    |
| Skarnausbiß am Kreyer-Berg (Skarnausbiß am Kreyersberg)                                           |                | 1192      | Ehrenfriedersdorf Ca. 300 m südöstlich vom Kreyersberg zwischen B 95 und Straße nach Drebach, 200 m nördlich Ehrenfriedersdorf | Mittelerzgebirge, Erzgebirge Aufschluss, offener Felsen Ausstrich eines Skarnlagers (zinkblendeführend); geomorphologisch interessant; gut gebankter Glimmerschiefer mit s-parallelen Skarnlagen; Lager mit Biotit und Hornblende | ND           |
| Greifensteine                                                                                     | weitere Bilder | 90        | Ehrenfriedersdorf Felsmassiv 2,5 km westlich Ehrenfriedersdorf, 500 m südlich Greifensteiner Straße | Mittelerzgebirge, Erzgebirge Relief / Landschaft, Felsengruppe Die Greifensteine mit ihren plattigen bis matratzenartigen Verwitterungsformen gehen auf die Wollsackverwitterung des Granits zurück; heute sind sieben Felsgruppen bis 30 m Höhe erhalten                                                                                             | FND          |
| Steinbruch Blauenthal                                                                             | weitere Bilder | 1174      | Eibenstock, Blauenthal An der Straße Aue-Blauenthal, ca. 0,5 km nordöstlich Bahnhof Blauenthal, im Tal der Zwickauer Mulde | Westerzgebirge, Erzgebirge Aufschluss, Steinbruch Steinbruch mit gleichmäßigem mittelkörnigem Biotitgranit; als Nebengemengteile treten Apatit, Zirkon, Muskovit, Turmalin und Topas auf; der Topas bildet ziemlich große Kristalle | NP           |
| Köppelstein am Alten Wiesenhaus                                                                   | weitere Bilder | 1215      | Eibenstock Ca. 300 m nordöstlich Altes Wiesenhaus; östlich der Zwickauer Mulde | Westerzgebirge, Erzgebirge Aufschluss Liegendes: lagerartiger, feinkörniger Granit mit subhorizontaler Differentiation; Hängendes: grobkörniger Granit | NP           |
| Jaspis-Granit-Brekzie am Nordwest-Rand von Eibenstock                                             |                | 1227      | Eibenstock Am Nordwest-Rand von Eibenstock im Rähmerbach-Tal östlich des Wegs zur Rähmerbach-Vorsperre | Westerzgebirge, Erzgebirge Aufschluss Ca. 2 - 3 m breite Störungszone ca. 70° nach Ostsüdost fallend; liegende Hälfte: zerruschelter Granit; hangende Hälfte: brekziierte Granitvarietäten (mittel- und grobkörnig) in Matrix aus rotbraunem Jaspis u. a.                                                                                             | NP           |
| Schwarze Pinge (Schwarze Binge)                                                                   |                | 237       | Eibenstock 1 km nördlich Eibenstock, 500 m östlich Talsperre Eibenstock | Westerzgebirge, Erzgebirge Geohistorisches Objekt, Pinge |              |
| Basaltkegel am Bärenweg                                                                           |                | 226       | Eibenstock Ca. 700 m nordöstlich der Waldschänke, am Osthang des Tales der Großen Bockau; 1,7 km südöstlich Eibenstock (vom südlichen Ortsausgang) | Westerzgebirge, Erzgebirge Aufschluss, aufgelassener Steinbruch Tertiärer Nephelinbasalt | ND           |
| Pinge "Rote Grube"                                                                                |                | 235       | Eibenstock, Sosa 1 km westlich Erlabrunn | Westerzgebirge, Erzgebirge Geohistorisches Objekt, Pinge | GLB          |
| Pinge "Lochhäuser"                                                                                |                | 236       | Eibenstock, Sosa 600 m nordnordöstlich Sosa | Westerzgebirge, Erzgebirge Geohistorisches Objekt, Pinge | LSG          |
| Schatzenstein                                                                                     |                | 72        | Elterlein 2 km nordwestlich Elterlein, am Schatzenstein, 300 m westlich des Pflanzgartenweges | Mittelerzgebirge, Erzgebirge Aufschluss, offene Felsbildung Offene Felsengruppe am Schatzenstein; in den Schiefern ausgeprägte Quarzlagen 1 - 3 mm, die in vielfach dickere Sekretiondquarzlagen übergehen |              |
| Singersteine                                                                                      |                | 82        | Elterlein 800 m nördlich Herrmannsdorf, nördlich des Kärrnerweges | Mittelerzgebirge, Erzgebirge Relief / Landschaft, Felsengebilde Zweiglimmerparagneise bis zu 100 m mächtig mit eingeschalteten Biotit-Orthogneisen und Plagioklas-Kalifeldspat-Augenbildung in den Paragneisen (Vendium bis mittl. Kambrium) | ND           |
| Kemtauer Felsen                                                                                   |                | 748       | Gelenau/Erzgeb. 1 km südlich Kemtau, 1,3 km nördlich Gelenau im östlichen Abtwald | Mittelerzgebirge, Erzgebirge Aufschluss Quarzitbänke (ca. 0,5 m mächtig, lokal mächtiger) im Wechsel mit geringermächtigen, bis 0,5 m mächtigen Bänken aus Quarzphylliten und Glimmerphylliten. SS-Parallel (sf1) verlaufen isoklinal verfaltete Quarzbänder, vielfach zerschert und erneut geschichtet                                               | unbekannt    |
| Pinge bei Geyer (Geyersche Binge, Binge von Geyer)                                                |                | 73        | Geyer Im Süden von Geyer | Mittelerzgebirge, Erzgebirge Geohistorisches Objekt, eingebrochenes Zinkbergwerk Granit mit steil einfallenden Flanken (schlotartiges Gebilde); durch Erosion freigelegt; Vergreisung von Kluftzonen und Trümerzügen, die sich vergittern ("Zwitterstockwerk"); an Ostseite des Großen Knauers Störung (Roter Fall) mit hydrothermaler Mineralisation | ND           |
| Gneis Haltepunkt Warmbad (Felsen am Haltepunkt Warmbad)                                           |                | 439       | Wolkenstein, Hopfgarten b. Zschopau Westlich vom Haltepunkt Warmbad, 1,3 km nördlich Wolkenstein an der B 101, Abzweig nach Zschopau | Mittelerzgebirge, Erzgebirge Aufschluss, Felswand Auffälliger Gneisfelsen an der Straße; flach einfallende Foliation; Einschaltungen von Kalksilikaten und Metabasiten | ND           |
| Judenstein im Preßnitztal                                                                         |                | 421       | Großrückerswalde 500 m nordwestlich Boden, 150 m westlich der Straße entlang der Prießnitz | Mittelerzgebirge, Erzgebirge Aufschluss, Felsen Hydrothermal durchtrümert; Gestein stark geklüftet, flaseriger Gneis, Absperrung durch Verbotsschild; Altbruch eingezäunt; Steinschlaggefahr |              |
| Felsen am linken Preßnitz-Ufer (Felsen Preßnitztal Großrückerswalde)                              |                | 423       | Großrückerswalde Linkes Preßnitztalufer, nördlich Boden, westlich des alten Bahndamms (jetzt Fußweg) | Mittelerzgebirge, Erzgebirge Aufschluss, Felsen Geröllführende Gneise der Preßnitzer Gruppe | LSG          |
| Grube Emilie Niederschmiedeberg (Granat-Pyroxen-Skarn in Niederschmiedeberg)                      |                | 428       | Großrückerswalde, Niederschmiedeberg Am rechten Talhang in Niederschmiedeberg | Mittelerzgebirge, Erzgebirge Geohistorisches Objekt, mehrere kurze Stollen Grubenbaue und Felswand der ehemaligen Grube Emilie als prävaristische Magnetit-Skarnerzlager; präkinematisch hochtemperatur-infiltrationsmetasomatische Eisenerzbildung                                                                                                   | ND           |
| Eklogit-Klippen Streckewalde (Klippe am Sandbach)                                                 |                | 752       | Großrückerswalde, Streckewalde Unterhalb Straße von Mildenau nach Streckewalde | Mittelerzgebirge, Erzgebirge Aufschluss, Felsklippen Eklogit, sieht aus wie ein Metaquarzit, hellgraugrünlich mit zahlreichen hellrötlichen Einsprenglingen (Granaten); Granate nur mit Lupe erkennbar. Eklogit ist stark verquarzt; im Umfeld finden sich helle Glimmerschiefe, sowie dunkle Feldspatgneise                                          | FND          |
| Lausche                                                                                           |                | 726       | Großrückerswalde, Waltersdorf b. Zittau Auf dem Berg Lausche, 800 m südwestlich von Waltersdorf; eventuell identisch mit Geotop 725 | Zittauer Gebirge, Elbezone Relief / Landschaft Lausche als höchster Gipfel des Zittauer Gebirges; känozoische Vulkanite; Phonilithkuppe, plattig verwittert; darunter basaltischer Deckenerguss und Tuffe (braun, mit Bomben); unterlagert von oberturonem Kreidesandstein                                                                            | NSG          |
| Schaubergwerk "Herkules-Frisch-Glück" (Schaubergwerk Waschleithe)                                 |                | 249       | Grünhain-Beierfeld 1 km südlich Waschleithe; Am Fürstenberg 3a, Beierfeld | Mittelerzgebirge, Erzgebirge Geohistorisches Objekt | LSG          |
| Melaphyr am Steinberg (Steinberg)                                                                 |                | 746       | Jahnsdorf/Erzgeb. 2 km östlich vom nördlichen Ortsausgang Lugau, unmittelbar westlich der A 72 | Erzgebirgsbecken, Mittelsächsische Senke Aufschluss, auflässiger Steinbruch Diabas mit zentimetergroßen, mit Delessit gefüllten Blasenhohlräumen; Aufschlußverhältnisse verschlechtert, ein Profil ist nicht mehr aufnehmbar | unbekannt    |
| Lehr- und Schaubergwerk Frisch Glück "Glöckl"                                                     | weitere Bilder | 942       | Johanngeorgenstadt Wittigsthaler Straße, Johanngeorgenstadt | Westerzgebirge, Erzgebirge Geohistorisches Objekt | NP           |
| Teufelssteine im Steinbachtal (Teufelsstein bei Johanngeorgenstadt)                               | weitere Bilder | 243       | Johanngeorgenstadt Felsgruppe im Steinbachtal, ca. 1 km nordwestlich Johanngeorgenstadt | Westerzgebirge, Erzgebirge Relief / Landschaft, Felsgruppe Wollsackverwitterung am Eibenstocker Granit (Oberkarbon) | ND           |
| Felsenklippen bei Grumbach (Klippen südlich Grumbach)                                             |                | 86        | Jöhstadt 800 m südlich Dorfmühle, 700 m südöstlichv om östlichen Ortsausgang Grumbach | Mittelerzgebirge, Erzgebirge Relief / Landschaft, Felsenklippen Klippen am Hang des Schwarzwassergrundes aus "dichten Gneisen", einem feinkörnigen Gestein mit dunklen Flecken und sedimentären Reliktgefügen, das an Fruchtschiefer erinnert | ND           |
| Hirtstein bei Satzung                                                                             | weitere Bilder | 429       | Marienberg, Satzung Aufschluß am Hirtstein, Gipfelbereich unterhalb der Gaststätte; 800 m nordwestlich der Ortsmitte Satzung | Mittelerzgebirge, Erzgebirge Aufschluss, Felsenklippe (ehemaliger Steinbruch) Der Hirtstein ist ein 25 Millionen Jahre altes Basaltvorkommen (Augit-Nephelinit), der zum sogenannten "Palmwedel" erstarrte; die Säulen stehen senkrecht zur Abkühlungsfront, der Begrenzung der ehemaligen Lavakuppel                                                 |              |
| Zigeunerfelsen am Conduppelbach (Zigeunerfels)                                                    | weitere Bilder | 71        | Königswalde Westufer des Conduppelbaches; 3,2 km südlich Königswalde; 1,8 km westlich vom südlichen Ortsausgang Jöhstadt, im Annaberger Ratswald | Mittelerzgebirge, Erzgebirge Aufschluss, einzelner Felsen Massiges, grobkörniges, zum Teil schwach flasriges, metamorphes Gestein |              |
| Kalkbruch am Stümpelweg bei Hammerunterwiesenthal                                                 |                | 229       | Kurort Oberwiesenthal, Hammerunterwiesenthal In einer Biegung des Stümpelweges, mit Erläuterungstafe;. 1,5 km nördlich der Zettelhäuser von Unterwiesenthal, 300 m nordöstlich der Kreuzung Stümpelweg-Eisenbergstraße                                  | Mittelerzgebirge, Erzgebirge Aufschluss, auflässiger Steinbruch Reginalmetamorph überprägte Marmor- und Amphibolithlagen der Obermittweida-Formation sind spitzwinkelig verfaltet.; dieser Steinbruch ist Ausgangspunkt vieler Diskussionen über den Aufbau des Erzgebirges                                                                           | ND           |
| Steinbruch "Richter" (Phonolithsteinbruch Richter)                                                |                | 403       | Kurort Oberwiesenthal Direkt westlich von Hammerunterwiesenthal, 300 m südwestlichder Siedlung Pragerhaus | Mittelerzgebirge, Erzgebirge Aufschluss, Steinbruch Großer Kesselbruch mit Abbau von Phonolith; nachgewiesene Maarstruktur; zwei Phonolithkörper als jüngere Intrussionen in die Maarfüllungen; graue, sehr feinkörnige und kompakte Grundmasse, stockförmige Lagerung; Gestein frei von Rissen                                                       |              |
| Großer Stümpelfelsen (Stümpelfelsen)                                                              |                | 401       | Kurort Oberwiesenthal 400 m südlich der Kreuzung Stümpelweg-Eisenbegrsrtraße an den Stümpelfelsen, westlich von Hammerunterwiesenthal; 1,2 km nordnordwestlichen der Zettelhäuser von Unterwiesenthal; jetzt teilweise durch Steinbruchbetrieb abgebaut | Mittelerzgebirge, Erzgebirge Aufschluss, einzelner Felsen Steinbruch und klägliche Reste des Stümpelfelsens; metamorphe, kleinkörnige Gesteine; Eklogite vergesellschaftet (wechselnde Abfolge) mit Amphibolithen, Glimmerschiefern und Glimmergneisen; Eklogite sehr widerstandsfähig                                                                |              |
| Basalttuff Hammerunterwiesenthal                                                                  |                | 672       | Kurort Oberwiesenthal Am Zufahrtsweg zu altem Phonolith- und Kalkbruch, 600 m westlich der Siedlung Pragerhaus von Hammeruntherwiesenthal | Mittelerzgebirge, Erzgebirge Aufschluss, Weganschnitt Mehrere Meter mächtiger, gut geschichteter Basalttuff (Kristalltuff, Lapillituff, dünne Lagen von Staubtuff), Wechselfolge aus verschiedenene Tuffgenerationen; enthält zwei markante, massigere Bänke von hellgrau anwitterndem Gestein                                                        |              |
| Kalkbruch Schmiedel                                                                               |                | 74        | Kurort Oberwiesenthal Unmittelbar neben der Straße nach Neudorf, unterhalb des Stümpelweges. 600 m nordwestlich der Siedlung Pragerhaus von Hammerunterwiesenthal                                                                                       | Mittelerzgebirge, Erzgebirge Aufschluss, afgelassener Kalkbruch Ehemaliger Steinbruch Schmiedel (abgesperrt, einsehbar) im eng verfalteten Marmor, mit Amphiboliteinlagerungen; metamorph umkristallisierte Kalkgesteine mit intensiver tektonischer Zerrüttung; Gewinnung von größeren Blöcken nicht möglich                                         | ND           |
| Pinge von Seiffen (Zwei Bingen bei Seiffen)                                                       |                | 953       | Kurort Seiffen/Erzgeb. | Osterzgebirge, Erzgebirge Geohistorisches Objekt Quarz-Chlorit-Kassiterit-Paragenesen im Gneis mit stockwerkartigen Zinn-Vererzungen des Seiffener Brekzienkörpers (300 x 300 m); Zwitterstockwerk, Gneisbreccie, stark metasomatisch überprägt, unterlagernder Granitkontakt in 521 m unter Geländeoberkante                                         | unbekannt    |
| Ahornberg bei Seiffen (Basaltaufschluß Ahornberg)                                                 |                | 430       | Kurort Seiffen/Erzgeb. 1,3 km südlich Seiffen, über Wanderweg erreichbar | Osterzgebirge, Erzgebirge Aufschluss, auflässiger Steinbruch Deutlich ist hier die nach unten auffächernde Säulenbildung, die die Gangförderspalte beleg; seitlich kann man auf die polygonalen Säulenköpfe schauen |              |
| Steinbruch Bochmann                                                                               |                | 1186      | Lauter-Bernsbach In Auerhammer, am Steinweg. 100 m südwestlich Eichert | Westerzgebirge, Erzgebirge Aufschluss, Steinbruch Der im Steinbruch anstehende Granit gehört zu den Abarten des Kirchberger Granitmassives; inselartige Vorkommen bei Auerhammer bilden einen mittelkörnigen Biotitgranit | unbekannt    |
| Granitkontakt Aue (ND " Kontaktstelle zwischen Granit und Phyllit" in Lauter)                     |                | 230       | Lauter-Bernsbach Muldetal (Bockauer Talstraße), 500 m südlich Eichert | Westerzgebirge, Erzgebirge Aufschluss Kontaktbereich Auer Granit (Oberkarbon) zum Phyllit (Ordovizium) | ND           |
| Granitbruch Lauter (Steinbruch Weishorn I)                                                        |                | 1049      | Lauter-Bernsbach Ca. 1 km südlich des Stadtrandes von Aue, in der Nähe der Zwickauer Mulde, 100 m westlich Eichert | Westerzgebirge, Erzgebirge Aufschluss, Steinbruch Zwei nebeneinander liegende Steinbrüche sind in kleinen inselartigen Vorkommen bei Auerhammer angelegt; sie gehören zu den Abarten des Kirchberger Granitmassivs | unbekannt    |
| Granitbruch Lauter (Steinbruch Weishorn II)                                                       |                | 1187      | Lauter-Bernsbach Ca. 1 km südlich des Stadtrandes von Aue, in der Nähe der Zwickauer Mulde; 150 m südwestlich Eichert | Westerzgebirge, Erzgebirge Aufschluss, Steinbruch Zwei nebeneinander liegende Steinbrüche sind in kleinen inselartigen Vorkommen bei Auerhammer angelegt; sie gehören zu den Abarten des Kirchberger Granitmassivs; das aufgeschlossene Gestein ist ein mittelkörniger Biotitgranit                                                                   | unbekannt    |
| Hasenschwanzbruch                                                                                 |                | 443       | Lößnitz, Affalter Am östlichen Hang des sich von Lößnitz nach Norden hinziehenden Tälchens ca. 1 km nördlich von Lößnitz, unmittelbar östlich der B 169                                                                                                 | Mittelerzgebirge, Erzgebirge Aufschluss, Steinbruch Ordovizische Phyllite | unbekannt    |
| Ehemaliger Steinbruch Dreihansen                                                                  |                | 440       | Lößnitz Unmittelbar südlich des Ortsteils Dreihansen des Dorfes Dittersdorf ca. 1,5 km östlich von Lößnitz | Mittelerzgebirge, Erzgebirge Aufschluss, aufgelassener Steinbruch |              |
| Graptolithenschiefer des Silur (Graptolithenschiefer)                                             |                | 232       | Lößnitz An der ehemaligen Bahnlinie Zwönitz-Stollberg, 250 m nördlich des Waldschlößchen in Affalter | Mittelerzgebirge, Erzgebirge Aufschluss, steile Böschung Silurische Alaun- und Kieselschiefer (Fossilfundpunkt) und ordovizische Phyllite (Lederschiefer) im Bereich der Lößnitz-Zwönitzer Mulde; Streichen der Schichten: Nordost-Südwest und Nordnordost-Südsüdwest; tektonische Störungszonen                                                      | FND          |
| Schieferbruch Bartakloch                                                                          | weitere Bilder | 233       | Lößnitz Westlich der Straße Lößnitz-Lenkersdorf, am Westhang Schnepfenberg, 1 km südwestlich Lenkersdorf | Mittelerzgebirge, Erzgebirge Aufschluss Ordovizische Tonschiefer (Lederschiefer?) | FND          |
| Granitporphyr Dittersdorf                                                                         |                | 1214      | Lößnitz Etwa 70 m oberhalb des Aubachs, am Südost-Hang des Mühlbergs | , auflässiger Steinbruch Lagergangartiger Granitporphyr innerhalb phyllitischer Schiefer, gemischter Gang mit divergierender Petrographie zwischen Salbändern und Zentrum | unbekannt    |
| Felsenklippen Arnsfeld                                                                            |                | 85        | Mildenau, Arnsfeld 1,8 km östlich vom nördlichen Ortsausgang Arnsfeld, westlich der Prießnitz | Mittelerzgebirge, Erzgebirge Relief / Landschaft, Felsenklippen | ND           |
| Klippen am westlichen Preßnitzhang                                                                |                | 399       | Mildenau, Arnsfeld 1,7 km östlich vom nördlichen Ortsausgang Arnsfeld | Mittelerzgebirge, Erzgebirge Aufschluss, Felsklippen |              |
| Gneis im Preßnitztal (Preßnitztal Niederschmiedeberg)                                             |                | 398       | Mildenau, Großrückerswalde 2 km östlich vom nördlichen Ortsausgang Arnsfeld; linker Talhang zwischen Niederschmiedeberg und Mittelschmiedeberg | Mittelerzgebirge, Erzgebirge Aufschluss Kalksilikatfelseinlagerungen in Gneis |              |
| Ehemaliger Steinbruch am Tobiashügel                                                              |                | 419       | Marienberg Osthang Tobiashübel, 1,2 km südsüdöstlich Marienberg, 1 km südlich Dörfel | Mittelerzgebirge, Erzgebirge Aufschluss, aufgelassener Steinbruch |              |
| Nonnenfelsen im Pockautal                                                                         |                | 1051      | Marienberg Felsgruppe am linken Talhang der Pockau, 1,5 km südöstlich Pobershau auf Marienberger Kommunalgebiet | Mittelerzgebirge, Erzgebirge Relief / Landschaft, Felsgruppe Rotgneisfelsen in Fortsetzung des Felsriegels "Teufelsmauer"; von Norden betrachtet an betende Nonnen erinnernd | NSG          |
| Magnetenberg Rittersgrün (Felsen beim Wehr im Pockautal)                                          |                | 1028      | Marienberg, Pobershau 400 m südwestlichder Hüttstadtmühle am Fuß des rechten Talhanges neben dem Talweg beim Wehr (Pegelstation) | Mittelerzgebirge, Erzgebirge Aufschluss, Felsklippe, leicht überhängend Augengneisfelsen mit eingelagerten Quarzit-Boudins (1,5 m x 20 cm) und Delta-Strukturen | NSG          |
| Schaubergwerk "Tiefer Molchner Stolln"                                                            | weitere Bilder | 952       | Marienberg, Pobershau Dorfstraße 67, Pobershau | Mittelerzgebirge, Erzgebirge Geohistorisches Objekt | unbekannt    |
| Katzenstein im Pockautal                                                                          | weitere Bilder | 1050      | Marienberg, Pobershau Felswand 1 km südwestlichder Hüttstadtmühle am nordwestlichen (linken) Prallhang der Pockau; 1,8 km westlich vom südlichen Ortsausgang Pobershau                                                                                  | Mittelerzgebirge, Erzgebirge Relief / Landschaft, Felswand Rotgneis-Felsen mit Aussichtsplatz | NSG          |
| Felsen an der Hüttstadtmühle                                                                      |                | 1017      | Marienberg, Pobershau 80 m südsüdwestlich der Hüttstadtmühle (Ansprung) auf Pobershauer Gemeindegebiet im Wald | Mittelerzgebirge, Erzgebirge Aufschluss, Felsen Felsklippe aus gut erkennbaren Gneisfalten, auf Südseite ist ein Quazitkörper im Faltenkern sichtbar |              |
| Ringmauer im Pockautal                                                                            |                | 1029      | Marienberg, Pobershau Felsgruppe 600 m südwestlichder Hüttstadtmühle am nördlichen (linken) Prallhang der Pockau | Mittelerzgebirge, Erzgebirge Relief / Landschaft, Felswände Felswände aus Gneis | NSG          |
| Serpentinitbruch Zöblitz (Steinbruch Uhlig)                                                       |                | 939       | Marienberg, Zöblitz Am nördlichen Ortsausgang von Ansprung östlich von Zöblitz, nördlich der Verbindungsstraße Ansprung - Zöblitz | Mittelerzgebirge, Erzgebirge Aufschluss, Steinbruch Abbau von granatführendem Serpentinit mit durchgreifender Foliation; Serpentinit in unterschiedlichen Farbtönungen |              |
| Fritzschotenbüschel (Stbr. am Fritzschotenbüschl)                                                 |                | 426       | Marienberg, Zöblitz 1,2 km westlich Ansprung (vom südlichen) Ortsausgang; ehemaliger Steinbruch auf Kuppe in Wäldchen | Mittelerzgebirge, Erzgebirge Aufschluss, aufgelassener Steinbruch Zwei Varietäten der erzgebirgischen "Graugneise" sind aufgeschlossen: Paragneise mit sedimentären Reliktgefügen und Geröllhorizonten; im Hängenden ein Zweiglimmergneis (Flammengneise)                                                                                             |              |
| Ehemaliger Steinbruch "Lippmann" (Lippmanns Steinbruch)                                           |                | 417       | Marienberg, Zöblitz Auf der Heide 600 m nordöstlich von Ansprung | Mittelerzgebirge, Erzgebirge Aufschluss, aufgelassener Steinbruch Gefaltete Eklogitlagen in Serpentinit angeblich im östlichen Ende des Bruches; Bruch ist abgesoffen und daher nur schlecht zugänglich | unbekannt    |
| Vogeltoffelfelsen (Vogeltoffelfelsen bei Zöblitz, im Tal der Schwarzen Pockau; Vogeltoffelfelsen) |                | 425       | Marienberg, Zöblitz 500 m westlich der Hüttstadtmühle, 1 km südwestlich Ansprung, erreichbar zu Fuß über "Pionierweg" von Hüttstadtmühle aus | Mittelerzgebirge, Erzgebirge Aufschluss, Felsen am Steilhang Wechsellagerung von Graugneis und Rotgneis (Orthogneis) mit Xenolithen und kleinkörnigem Gneismylonit mit Pseudotachylit-Schlieren |              |
| Felsengruppe im Pöhlatal bei Geyersdorf (Felsengruppe Geyersdorf)                                 |                | 76        | Annaberg-Buchholz 2 km südlich Geyersdorf, 1,7 km nördlich Königswalde, zwischen Pöhlbach und Straße von Geyersdorf nach Königswalde | Mittelerzgebirge, Erzgebirge Aufschluss, Felsengruppe Grobflaseriger Gneis, an einer Stelle von einer fast isoklinalen Quarzfalte durchsetzt unter gleichzeitiger Verschieferung des Quarzes; erkennbar nur am leicht ausgewitterten Zustand | ND           |
| Schieferlöcher bei Adorf                                                                          |                | 408       | Neukirchen/Erzgeb., Adorf Auch möglich:R 4562470, H 5624180, hier Höhe 410; diesser Punkt ist wahrscheinlicher. | Mittelerzgebirge, Erzgebirge Aufschluss, aufgelassener Steinbruch |              |
| Kattunporphyr Leukersdorf                                                                         |                | 749       | Neukirchen/Erzgeb. Nordwestlich Jahnsdorf im Neukirchner Wald, in Abbau befindlicher Bruch | Erzgebirgsbecken, Mittelsächsische Senke Aufschluss Leicht schräg gestellte, bankige Porphyre, zum Teil fleckig, daher früher Kattunporphyr genannt | unbekannt    |
| Ehemaliger Steinbruch Bruchberg (Bruchberg Olbernhau-Grünthal, Ullmanns Gut)                      |                | 422       | Olbernhau Ca. 1 km südsüdwestlich Grünthal | Mittelerzgebirge, Erzgebirge Aufschluss, aufgelassener Steinbruch Augengneis, relativ gut aufgeschlossen; im rechten Teil der Wand deutliche Störung; Feldspataugen können bis 5 cm Durchmesser erreichen (Riesengneis) |              |
| Teufelsmauer an der Schwarzen Pockau                                                              |                | 754       | Olbernhau 1,5 km südöstlich Pobershau auf Olbernhauer Kommunalgebiet | Mittelerzgebirge, Erzgebirge Relief / Landschaft, Felsriegel quer zum generellen Talverlauf Felsriegel der Teufelsmauer erzwingt Talschleife der Pockau | NSG          |
| Stösserfelsen (Rotgneis-Klippen im Natzschungtal)                                                 |                | 424       | Olbernhau Felsengebiet im Wald des westlichen Talhanges, ca. 1,3 km südwestlich Rothenthal | Mittelerzgebirge, Erzgebirge Aufschluss, Felsenklippen Dünnflaseriger Biotitgneis mit rötlichen Feldspäten; teilweise rotierte Porphyroklasten ("Augen"); Foliation fällt flach bis mittelsteil ein |              |
| Sophienstein                                                                                      |                | 756       | Olbernhau 500 m westlich Rothenthal | Mittelerzgebirge, Erzgebirge Aufschluss Augengneis ähnlich wie am Ullmannsgut bei Olbernhau | unbekannt    |
| Burgberg bei Zöblitz (Granulitgneis bei Zöblitz)                                                  |                | 418       | Pockau-Lengefeld, Flöhatal Südwest-Hang Burgberg, 700 m nordwestlich Zöblitz, 400 m östlich der Bahnlinie. unterhalb Höhe 597,3 hangseitige Felswand | Mittelerzgebirge, Erzgebirge Aufschluss Granulitgneis aus Flöha-Querzone Lage noch nicht genau bekannt; am Burgberg selbst finden sich nur größere Felsbrocken im Weg- und Waldbereich; einer dieser Brocken zeigte deutliche Isoklinalfaltung und Bänderung (migmatitisches Gefüge); Metatektit                                                      |              |
| Kalke des Kalkwerkes in Lengefeld (Weißer Ofen altes Kalkwerk Lengefeld)                          |                | 1193      | Pockau-Lengefeld Südlich von Lengefeld an der Straße Freiberg - Annaberg (B 101) | Mittelerzgebirge, Erzgebirge Aufschluss, Steinbruch (bis 1997 in Betrieb) Die Lagerstätte Lengefeld besteht aus drei Hauptlagern - dem alten, dem neuen und dem tiefen Lager; alle sind tektonisch getrennte Teile eines ehemals zusammenhängenden Horizontes; das alte Lager ist heute erschöpft                                                     | ND           |
| Gneisklippen an Herders Ruhe (Gneisklippen an der Herderhöhe)                                     |                | 420       | Pockau-Lengefeld Unweit der Burg Rauenstein, 500 m nordöstlich Lengefeld | Mittelerzgebirge, Erzgebirge Aufschluss, Felsenklippen Migmatitischer Zweiglimmergneis; helle Lagen aus Quarz und Plagioglas sind Produkte der partiellen Aufschmelzung |              |
| Quarzitklippe Emmler, Raschau (Raschau, Höhenzug des Emmlers)                                     |                | 245       | Raschau-Markersbach, Langenberg b. Schwarzenberg Östlich der Straße Raschau-Langenberg, 800 m nördlich Raschau, 300 m südlich Langenberg | Mittelerzgebirge, Erzgebirge Aufschluss, Felsenklippen Kilometerlanger Höhenzug mit der höchsten Kuppe (dem Emmler); Klippen des Quarzitschiefers oder granatführender Muskovit-Quarzglimmerschiefer ("Emmler Quarzit"); gelblichweiß bis gelbgrau; Vergesellschaftung mit Karbonatgesteinen (feinkristalline Dolomite)                               |              |
| Kalkbruch Langenberg (FND "Kalksteinbruch" Langenberg)                                            |                | 247       | Raschau-Markersbach, Langenberg b. Schwarzenberg Westlich der Straße Raschau-Langenberg, 900 m nördlich Raschau | Mittelerzgebirge, Erzgebirge Aufschluss, aufgelassener Steinbruch Kristalline Kalke (Marmor) | FND          |
| Geröllführende Gneise Obermittweida (II)                                                          |                | 1212      | Raschau-Markersbach Etwa 200 m ostsüdöstlich des Ferienhotels, im Wald, unmittelbar oberhalb Waldweg im mittleren Hangniveau | Mittelerzgebirge, Erzgebirge Geröllhorizont-führende Gneise | NP           |
| Geröllführende Gneise Obermittweida (I)                                                           |                | 246       | Raschau-Markersbach Obermittweida, Bruch nördlich des Ferienhotels am Unterbecken Pumpspeicherwerk, 3 km südöstlich Markersbach | Mittelerzgebirge, Erzgebirge Aufschluss, aufgelassener Steinbruch Geröllführende Gneiskonglomerate der Obermittweidaer Folge; Wechsel von groben, polymikten Konglomeraten (bis 30 cm Durchmesser) bis feineren Konglomeraten; als dicht gepackte Geröllagen bis zu einzelne, isoliert auftretenden Geröllen                                          |              |
| Basalt Scheibenberg (Kanzel und Orgelpfeifen am Scheibenberg)                                     | weitere Bilder | 80        | Scheibenberg Parkplatz, Grillplatz an den Orgelpfeifen. 600 m östlich Scheibenberg | Mittelerzgebirge, Erzgebirge Aufschluss, aufgelassener Steinbruch und Sandgrube Eine tertiäre Basaltdecke liegt auf Flußablagerungen, die unter dem Schutz des Basaltes erhalten blieben; vor über 200 Jahren stritten sich hier bedeutende Gelehrte über die Entstehung von Basalt (Neptunistenstreit)                                               | ND           |
| Sandberg Lindenau                                                                                 | weitere Bilder | 239       | Schneeberg, Lindenau b. Aue 500 m südlich Lindenau, 700 m nordwestlich des Filzteiches im Bereich Dreihäuser | Westerzgebirge, Erzgebirge Aufschluss Eibenstocker Granit mit Greisenbildung (Oberkarbon) |              |
| Rockenstein (ND "Felsen mit Schliere")                                                            | weitere Bilder | 441       | Eibenstock, Schönheide An der Straße Schönheide-Eibenstock, 1 km östlich Schönheide-Ost | Westerzgebirge, Erzgebirge Aufschluss, Felsen Eibenstocker Turmalingranit mit feinkörniger Schliere (Oberkarbon) | ND           |
| Magnetenberg Rittersgrün                                                                          |                | 248       | Schwarzenberg/Erzgeb., Erla 500 m nordöstlich von Antonshöhe | Westerzgebirge, Erzgebirge Aufschluss, Felsenklippen |              |
| Besucherbergwerk Pöhla                                                                            | weitere Bilder | 943       | Schwarzenberg/Erzgeb., Pöhla | Erzgebirge Geohistorisches Objekt | NP           |
| Eduardstein                                                                                       |                | 523       | Schwarzenberg/Erzgeb. 200 m südöstlich Bahnhof Erla | Mittelerzgebirge, Erzgebirge Aufschluss, Felsen Felsen aus grobflasrigen Augengneis | unbekannt    |
| Klippen am Hohen Rad                                                                              |                | 467       | Schwarzenberg/Erzgeb. 900 m westlich Pöhla, 400 m östlich der Verbindungsstraße Crandorf-Grünstädtel | Westerzgebirge, Erzgebirge Aufschluss Skarne, Gneise, Erlane wohl nur am Gipfel (derzeit nicht zugänglich / umzäunt); (geröllführende?) Gneise am Nordhang (Klippen/auflässiger Steinbruch) | NP           |
| Klippen am Paulusknochen (Erlane)                                                                 |                | 241       | Schwarzenberg/Erzgeb. Nordseite der bewaldeten Höhe östlich der Straße Crandorf-Grünstädtel, 800 m südwestlich Grünstädtel, 1,7 km nordöstlich Crandorf                                                                                                 | Mittelerzgebirge, Erzgebirge Aufschluss, afgelassene kleine Pingen (Gruben) Kalksilikatskarne (Erlane) in kambrischen Augengneisen der Raschauer Folge |              |
| Kontakt Augengneis-Granit am Haltepunkt (Haltepunkt Schwarzenberg)                                |                | 240       | Schwarzenberg/Erzgeb. Felsböschung am Haltepunkt der Bahnlinie Aue-Johanngeorgenstadt. 900 m nördlich Rosenthal, östlich des Schwarzwassers | Westerzgebirge, Erzgebirge Aufschluss, Felsböschung Kontakt kambrischer Augengneise mit Schwarzenberger Granit |              |
| Daneelsteine (Danielsteine, Danessteine)                                                          | weitere Bilder | 88        | Sehmatal Ca. 500 m nordnordöstlich Neudorf-Obermühle; 250 m südöstlich Bahnübergang Neudorf | Mittelerzgebirge, Erzgebirge Relief / Landschaft, Felsenklippen Metagrauwacke, dunkel-mittelgrau, fein-mittelkörnig, lokal konglomeratisch, stark geklüftet, geschiefert und lokal gestört | ND           |
| Mühlfelsen (Mühlfelsen am Hirtstein)                                                              |                | 79        | Sehmatal 2,8 km nordwestlich Bärenstein im Kreuzungsbereich Nordlinie-Lange Linie | Mittelerzgebirge, Erzgebirge Aufschluss, Felsengebilde Augengneischarakter ist hier sehr deutlich erkennbar; die Feldspataugen sind klar an Kluftwänden herausgewittert; Augengneis wird von 20 - 30 cm mächtigem Quarzgang durchzogen | ND           |
| Steinbruch am Kalten Muff                                                                         |                | 92        | Thermalbad Wiesenbad, Neundorf b. Annaberg 900 m nordwestlich Neundorf | Mittelerzgebirge, Erzgebirge Aufschluss, Steinbruch Zweiglimmergneise | ND           |
| Blutwurstfelsen in Thermalbad Wiesenbad (Wurstfelsen)                                             |                | 75        | Thermalbad Wiesenbad Ortsbereich Wiesenbad | Mittelerzgebirge, Erzgebirge Aufschluss, Schürfgrube Störungsbrekzie in Wiesenbader Störung; Nordwest-Südost-streichende saxonisch mineralisierte Gangspalte; maximale Mächtigkeit 1 m, 7,5 km weit verfolgbar; Mineralisation: Quarz (als Amethyst), Hämatit (gelförmig), Schwerspat (Roteisen-Baryt-Formation)                                      | ND           |
| Steinbruch Herold                                                                                 |                | 1230      | Thum, Herold Nordwestlich von Herold, Nordost-Hang des Schafberges | Mittelerzgebirge, Erzgebirge Aufschluss, Steinbruch Der Kalkstein bei Herold tritt hauptsächlich in Form von dicken Linsen auf und ist von Glimmerschiefern und Phylliten umschlossen; die Korngröße der Karbonatkristalle schwankt je nach Kristallinität zwischen 0,1 und 1,0 mm                                                                    | unbekannt    |
| Wolkensteiner Burgfelsen (Burgfelsen Wolkenstein)                                                 |                | 460       | Wolkenstein Westlicher Ortsbereich, ca. 100 m östlich der B 171. gegenüber Bahnhof bzw. Eisenbahnrestaurant | Mittelerzgebirge, Erzgebirge Aufschluss, Felsen | unbekannt    |
| Vogesitsteinbruch am Grenzbach (Steinbruch am Grenzbach)                                          |                | 751       | Zschopau, Scharfenstein 1,2 km nordöstlich Scharfenstein am rechten Zschopauufer, 1,4 km östlich Grießbach | Mittelerzgebirge, Erzgebirge Aufschluss, auflässiger Steinbruch Lamprophyrgänge in Glimmerschiefer | unbekannt    |
| Hoher Felsen (auch Kanzel) (ND "Kanzel")                                                          | weitere Bilder | 227       | Zschorlau, Albernau Einzelfelsen am Westhang der Zwickauer Mulde, ca. 400 m südlich Albernau | Westerzgebirge, Erzgebirge Relief / Landschaft, Härtling (Einzelfelsen) Kontaktgestein des Eibenstocker Granites (Oberkarbon), Härtling | ND           |
| Steinbruch Zschorlau (Steinbruch Süß)                                                             |                | 1175      | Zschorlau Etwa 1 km westlich vom südlichen Ortsauagang Zschorlau | Westerzgebirge, Erzgebirge Aufschluss, Steinbruch Der Steinbruch schließt ein kleines inselartiges Vorkommen des Eibenstocker Granitmassivs auf; als Gemengteile des Gesteins sind Turmalin und Topas zu nennen | unbekannt    |
| St. Anna am Freudenstein                                                                          | weitere Bilder | 941       | Zschorlau IG Historischer Bergbau Zschorlau e.V. 1989, Talstraße 1, Zschorlau | Westerzgebirge, Erzgebirge Geohistorisches Objekt | unbekannt    |